# 이기로
이기로(1975년 11월 23일~)는 대한민국의 루지 선수로, 1998년 동계 올림픽에 참가했다.